# NLA Premier League
L'NLA Premier League è il campionato di calcio di Massima Serie di Saint Vincent e Grenadine, fondato con il nome di NLA SVGFF Club Championship nel 2009 con il formato attuale.
Nonostante sia un campionato CONCACAF nessuna delle squadre di Saint Vincent e Grenadine, eccetto il System 3 FC, hanno partecipato in anni recenti al Campionato per club CFU o alla CONCACAF Champions' Cup.

## Squadre 2011-2012
- Avenues Utd (Kingstown)
- Awesome
- Bluebirds
- Hope International
- Jebelle
- Largo Height
- Fitz Hughes Predators
- Pastures Utd
- Sion Hill
- System 3

## Albo d'oro
- 1998/99:  Camdonia Chelsea (Lowmans)
- 1999/03: Non disputato
- 2003/04:  Hope International (?)
- 2004/05:  Universal Mufflers Samba
- 2005/06:  Hope International
- 2006/07: Non disputato
- 2007/08: Abbandonato
- 2008/09: Non disputato
- 2009/10:  Avenues Utd (Kingstown)
- 2010/11:  Avenues Utd (Kingstown)
- 2012:  Avenues Utd
- 2013-2014:  Pastures Utd
- 2014-2015:  Hope International
- 2016:  System 3
- 2017:  Avenues Utd
- 2018-2019:  Pastures Utd
- 2019-2020:  Hope International
- 2020-2021: Abbandonato
- 2021-2022:  Non disputato
- 2022-2023:  Jebelle
- 2023-2024:  Non disputato
- 2024-2025:  Fitz Hughes Predators

## Titoli per club
| Club                     | Campione | Anni campione          |
| ------------------------ | -------- | ---------------------- |
| Avenues Utd              | 4        | 2010, 2011, 2012, 2017 |
| Hope International       | 4        | 2004, 2006, 2015, 2020 |
| Pastures Utd             | 2        | 2014, 2019             |
| Camdonia Chelsea         | 1        | 1999                   |
| Universal Mufflers Samba | 1        | 2005                   |
| System 3                 | 1        | 2016                   |
| Jebelle                  | 1        | 2023                   |
| Fitz Hughes Predators    | 1        | 2025                   |